# Hiss and Hers
Pour plus de détails, voir Fiche technique et Distribution.
Hiss and Hers est un film américain d'animation réalisé par Gerry Chiniquy, sorti en 1972 .

## Fiche technique
- Réalisation  : Gerry Chiniquy
- Scénario : John W. Dunn
- Musique : Doug Goodwin
- Production : David H. DePatie et Friz Freleng pour la DePatie-Freleng Enterprises
- Pays d'origine :  États-Unis
- Genre : film d'animation comique
- Durée : 6 minutes
- Date de sortie : 3 juillet 1972 aux USA

## Voix originales
- Larry D. Mann : Blue Racer
- Tom Holland : Japanese Beetle